# Miranda Rumina
Miranda Rumina [miránda rúmina], slovenska večpredstavnostna umetnica, * 1959, Celje.

## Življenje in delo
Diplomirala je iz ekonomije in nadaljevala študij angleškega in italijanskega jezika s književnostjo. Veliko je potovala in ustvarjala po svetu (v Italiji, Angliji, Grčiji, Nemčiji, na Tajskem, v Indiji, ZDA, Avstraliji, na Vanuatuju in drugod). Zdaj živi in ustvarja med Indijo (Auroville) in Slovenijo. Je idejni vodja številnih projektov umetniškega društva Kerubin, ki ima v Izoli tudi galerijo Kerubin.
V slikarstvu in kiparstvu je preizkusila različne tehnike, na primer kolaž in digitalno grafiko (Art & Fashion, 108 Simple Koans, Modern Angels), že na začetku svoje umetniške poti pa je razvila edinstveno tehniko tridimenzionalnega akrilnega reliefa (Angeli, Dance of the Planets). Ustvarja tudi skulpture v steklu (Odiseja 2001, Requiem, Planeti) in drugih materialih (bron, vosek) ter steklene fuzijske slike (Yin and Yang Spring Collection).
Pri svojih projektih, še posebej večpredstavnostnih, združuje umetniške zvrsti in tehnike in predvsem ljudi. Med najbolj reprezentativne projekte sodijo Kerubin Launch (2002), She is ShAKTI (2004), Manhattan N.Y. (2005), Stoli/Chairs (2006) in Palčki/Gnomes (2006).
Do danes je imela prek trideset samostojnih razstav in večpredstavnostnih predstavitev, nekatere v najpomembnejših institucijah v Sloveniji in tujini ter na nenavadnih krajih, kot so grajski stolp, kapela, cerkveno stopnišče, arboretum, nakupovalno središče, mlin. Leta 2003 je bila izbrana za sodelovanje na firenškem bienalu sodobne umetnosti in se je udeležila poletnega bienala v mestu Luleå na Švedskem. Leto pozneje je bila nagrajena na mednarodnem ExTemporu v Izoli. Istega leta je izšla njena tretja knjiga, Kodeks (nadaljevanje in nadgradnja avtobiografije Lidia), katerega izid so spremljale mnoge večpredstavnostne predstavitve in ledena instalacija ter izdaja tudi v interaktivni digitalni obliki. V letu 2007 je na DVD-ju v obliki zvočne knjige z dodatki izdala tudi pravljico Mala morska deklica in njen delfin.

## Razstave, projekti, nagrade
1980
Water, Fotogalerija Atrij, Ljubljana
1991
Bela razstava, Cankarjev dom, Ljubljana
White Exhibition, Naxos Gallery, Naksos, Grčija
1992
Zvodnica in svetnica, K4, Ljubljana
1993
Angeli Atlantici, Slovenski narodni muzej v Ljubljani
Centro holistico,Trst, Italija
Galerija YAM, Ljubljana
1994
Gallery Antiche Mura, Monfalcone, Italija
Agricultural Bank and Credit House, Opicina, Italija
Mestna galerija v Konstanzu, Nemčija
1995
Gallery Restaurant YAM, Ljubljana, Slovenija
Hommage mojstrom modrosti, Yamčica, Ljubljana
Galerija na prostem, Rakitna
Arboretum, galerija na prostem, Volčji Potok
1996
Frizerski salon Frida, Ljubljana
Belinka, Ljubljana
Hommage mojstrom, KUD France Prešeren, Ljubljana
Olympiahalle München, Nemčija
1997
Le quattro stagioni, Valvazorjeva kapela, Izlake
Casino Metropol, Portorož
Okarina, Bled
1999
Where Art Joins Sorcery, Zemon
2000
Requiem, Hommage W. A. Mozartu, steklene skulpture, stolp Ljubljanskega gradu, Slovenija
Requiem, Galerija na prostem, Rakitna
2001
Tri barve, Homage Krzysztofu Kiešlowskemu, Ljubljanski grad
Lanta's Small Talk, Ko Lanta, Tajska
2002
L’amore è... Il filo di palia, Monfalcone, Italija
Planeti, Studio Galerija Gasspar, Piran
Art Made in Slovenija, Mercator Center Ljubljana
2003
33 – From Heart to Heart, Kerubin, Izola
Luleå Sommar Biennal, Luleå, Švedska
Kolaži, Logum, Ljubljana
2004
She Is ShAKTI, Hotel Mons, Ljubljana
Kodeks, umetniške fotografije, Kerubin, Izola
Ledena instalacija Kodeks, Mercator center Ljubljana
Kodeks, razstava Zenovskih slik iz knjige Kodeks, Kerubin, Izola
108 Simple Koans, Kerubin, Izola
After Luleå Summer Biennial 2003, Galerija MORS, Ljubljana
Yin and Yang Spring Collection, Homage to Gianni Versace, z Rokom Eckertom, Kerubin, Izola
Art Made In Slovenija, TV Paprika, Ljubljana
Nagrada na 15. mednarodnem festivalu ExTempore v Izoli
2005
Manhattan N.Y. Zen, Consulate General of the Republic of Slovenija, New York
Manhattan N.Y., Eurocenter, Ljubljana
Manhattan N.Y., Kerubin in Multimedijski prostor KT1, Izola
2007
Modern Angels, Art In Our Lives , Casablanca, Pondicherry, Indija
Modern Angels, Tibetan Pavilion, Auroville, Indija